# Outside The Wall
"Outside the Wall", (también pensada como Bleeding Hearts (del inglés, Corazones sangrantes) y The Buskers (Los músicos callejeros)) es una canción escrita por Roger Waters, grabada y publicado por la banda de rock progresivo Pink Floyd, lanzado el 30 de noviembre de 1979, como parte del álbum "The Wall" y en la película "Pink Floyd: The Wall".
La canción es como un Dénouement al álbum. La historia termina con "The Trial", por lo tanto, la idea de no decir qué sucedió con Pink después de la caída del muro fue descartada. Esto pudo haber sido porque la canción originalmente abriría la segunda parte del álbum (en vez de terminarla), mientras que una conclusión más clara era dada en "The Show Must Go On" (seguida por una sección coda de "The Thin Ice"). 

## Composición y ciclicidad
La canción es una de las más tranquilas del álbum. Tiene cerca de 1:41 de duración. En la versión demo original en vez de un clarinete, fue utilizada una armónica.

## Trama
A diferencia de las otras canciones del álbum, esta canción en particular ofrece poco a la trama que incluye a Pink. Se da a entender que "the wall" (el muro) ha sido derrumbado (como resultado de sus acciones en The Trial), y se discute que a muchas personas les ocurren barreras sociales, y que esto es repetitivo en la naturaleza; y mientras que una persona se reintegra en la sociedad, otra se va.
Una interpretación tradicional de la canción es que: Si uno no derrumba su propia pared metafórica, los que tratan de entrar se van a rendir y te van a dejar viviendo una vida solitaria. Que es lo que le pasa al personaje principal, Pink, durante el transcurso del álbum.
Roger Waters se ha negado explícitamente a dar alguna explicación cuando cualquiera le haya preguntado.

## Versión fílmica
Una versión más elaborada fue grabada en la película, con un poco más de cuatro minutos de duración e incluye a la National Philharmonic Orchestra, al Pontarddulais Male Choir y a Roger Waters cantando la letra melódicamente, más que recitándola como en la versión del álbum; y para poder seguir durante los créditos, incluye los acordes y melodía de "Southampton Dock", del eventual sucesor de The Wall, The Final Cut. Esta versión nunca fue publicada oficialmente y fue luego usada en los créditos de The Wall Live in Berlin.

## Puesta en escena
En las representaciones en vivo de The Wall, el show terminaba con "Outside the Wall" después de The Trial, con los intérpretes caminando hacia el escenario frente al ahora demolido muro, tocando instrumentos acústicos y cantando. Roger Waters hacía la voz líder y tocaba el clarinete, David Gilmour tocaba la mandolina, Richard Wright tocaba el acordeón, Willie Wilson tocaba el tamborín, Andy Bown tocaba una guitarra acústica de 12 cuerdas, Snowy White (reemplazado por Andy Roberts en los shows de 1981), Peter Wood e (inusualmente) Nick Mason tocaba guitarras acústicas de 6 cuerdas.

## Personal
- Roger Waters - voces[1]
- Frank Marrocco - concertina[1]
- Larry Williams - clarinete[1]
- Trevor Veitch - mandolina[1]
- Children's choir from New York - segundas voces[1]

Roger Waters tocó el clarinete durante el The Wall Live in Berlin.

## Más lectura
- Fitch, Vernon. The Pink Floyd Encyclopedia (2005). ISBN 1-894959-24-8